# Neutronsko zračenje
Neutronsko zračenje je tok brzih neutrona kojima se prema jednadžbi L. de Broglia pridjeljuju valna svojstva. Valna duljina neutrona λ ovisi o impulsu neutrona p: 
{\displaystyle \lambda ={\frac {h}{p}}}
gdje je: h - Planckova konstanta. Ako se umjesto impulsa u jednadžbu uvedu masa neutrona m i njegova kinetička energija E, jednadžba prelazi u oblik:
{\displaystyle \lambda ={\frac {h}{\sqrt {2\cdot m\cdot E}}}}
Takvim je pristupom omogućeno istraživanje neutrona tehnikama i jednadžbama razvijenima za proučavanje elektromagnetskih valova (interferencija, ogib, spektroskopske tehnike i tako dalje). Neutronsko je zračenje posljedica nuklearnih procesa, sastavnica je zračenja pri procesu fisije u nuklearnim reaktorima. Vrlo lako prodire kroz kemijsku tvar jer nema električni naboj.
Neutronsko zračenje je roj brzih neutrona, po masi slični protonima. Neutronsko zračenje može biti posljedica nuklearne reakcije. Komponenta je kozmičkog zračenja i zračenja iz nestabilnih teških atomskih jezgri. Vrlo snažno neutronsko zračenje nastaje u nuklearnim reaktorima tijekom nuklearne lančane reakcije jezgri. Energija neutrona kod neutronskih zračenja iznosi od oko 10 MeV pa naniže. Ako se energija neutrona smanji na energije manje od 1 eV, nazivaju se termičkim neutronima.